# Cahill’s Irish Porter Cheddar

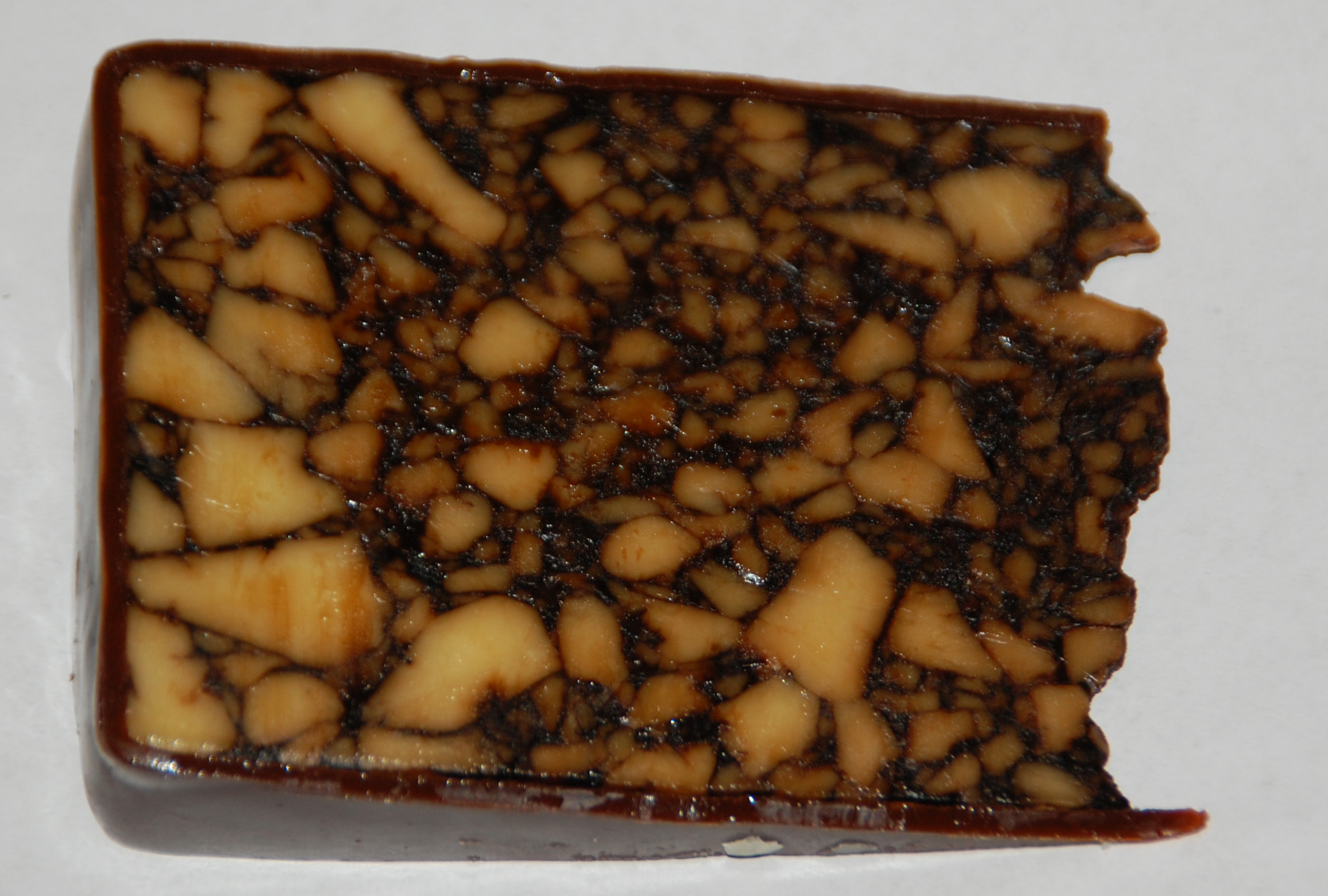
Cahill’s Irish Porter Cheddar

Cahill’s Irish Porter Cheddar ist eine Käsesorte der irischen Cahill’s Farm Cheeses, die international vertrieben wird. Es handelt sich um einen Cheddar, der durch Porterbier aromatisiert ist. Auffällig ist die durch das Bier hervorgerufene schwarze Zeichnung des Käses. Gelegentlich wird dieser Käse auch als „Guinness cheese“ angeboten. Er gehört zu einer Gruppe von Käsen, die von dieser Molkerei noch in anderen Geschmacksrichtungen, so z. B. nach Whiskey angeboten werden. Der Porter Cheddar gilt als der bekannteste dieser Käse.

## Beschreibung
Hergestellt wird Cahill’s Irish Porter Cheddar auf der Farm von Dave und Marion Cahill in Newcastle West im County Limerick. Er ist eine Eigenentwicklung der Farm und wird seit etwa Anfang der 1980er-Jahre angeboten.
Ausgangsbasis ist pasteurisierte Milch, bei der durch vegetarisches Lab der Bruch von der Molke getrennt wird. Die Käsemasse wird in Handarbeit mit einer Masse aus Porterbier, das in der hauseigenen Brauerei hergestellt wird, vermengt und erhält dadurch die charakteristische Struktur aus gelben Käsebröckchen in einer dunkelbraunen Textur. Umhüllt wird der Käselaib durch eine braune Wachshülle. Er ist in Laiben zu 190 Gramm und 5 lb erhältlich.
Der Käse ist leicht brüchig und wird daher nicht in Scheiben angeboten. Er kann leicht gerieben und geschmolzen werden. Der Geruch wird als cheddartypisch und butterähnlich beschrieben. Im Geschmack soll eine karamellähnliche und malzige Note vorhanden sein.